# Giro di Puglia 1997
Il Giro di Puglia 1997, ventiquattresima edizione della corsa, si svolse dal 30 settembre al 3 ottobre 1997 su un percorso totale di 718 km, ripartiti su 4 tappe. La vittoria fu appannaggio dell'italiano Silvio Martinello, che completò il percorso in 18h06'55", precedendo il connazionale Sergio Barbero e lo svedese Glenn Magnusson.

## Tappe
| Tappa  | Data         | Percorso                 | km  | Vincitore di tappa | Leader cl. generale |
| ------ | ------------ | ------------------------ | --- | ------------------ | ------------------- |
| 1ª     | 30 settembre | Foggia > Molfetta        | 227 | Jaan Kirsipuu      | Jaan Kirsipuu       |
| 2ª     | 1º ottobre   | Bari > Lecce             | 150 | Silvio Martinello  | ?                   |
| 3ª     | 2 ottobre    | Otranto > Maruggio       | 173 | Nicola Minali      | ?                   |
| 4ª     | 3 ottobre    | Pulsano > Martina Franca | 168 | Sergio Barbero     | Silvio Martinello   |
| Totale | Totale       | Totale                   | 718 |                    |                     |

## Dettagli delle tappe

### 1ª tappa
- 30 settembre: Foggia > Molfetta – 227 km

Risultati
| Pos. | Corridore     | Squadra        | Tempo    |
| ---- | ------------- | -------------- | -------- |
| 1    | Jaan Kirsipuu | Casino         | 6h12'21" |
| 2    | Biagio Conte  | Scrigno-Gaerne | s.t.     |
| 3    | Markus Zberg  | Mercatone Uno  | s.t.     |

| Pos. | Corridore     | Squadra | Tempo |
| ---- | ------------- | ------- | ----- |
| 1    | Jaan Kirsipuu | Casino  | ?     |

### 2ª tappa
- 1º ottobre: Bari > Lecce – 150 km

Risultati
| Pos. | Corridore         | Squadra        | Tempo    |
| ---- | ----------------- | -------------- | -------- |
| 1    | Silvio Martinello | Saeco          | 3h25'08" |
| 2    | Mirko Rossato     | Scrigno-Gaerne | s.t.     |
| 3    | Emmanuel Magnien  | Festina        | s.t.     |

### 3ª tappa
- 2 ottobre: Otranto > Maruggio – 173 km

Risultati
| Pos. | Corridore         | Squadra | Tempo    |
| ---- | ----------------- | ------- | -------- |
| 1    | Nicola Minali     | Batik   | 4h19'53" |
| 2    | Silvio Martinello | Saeco   | s.t.     |
| 3    | Jaan Kirsipuu     | Casino  | s.t.     |

### 4ª tappa
- 3 ottobre: Pulsano > Martina Franca – 168 km

Risultati
| Pos. | Corridore         | Squadra       | Tempo    |
| ---- | ----------------- | ------------- | -------- |
| 1    | Sergio Barbero    | Mercatone Uno | 4h09'38" |
| 2    | Glenn Magnusson   | Amore & Vita  | a 1"     |
| 3    | Silvio Martinello | Saeco         | a 4"     |

## Classifiche finali

### Classifica generale
| Pos. | Corridore         | Squadra                   | Tempo     |
| ---- | ----------------- | ------------------------- | --------- |
| 1    | Silvio Martinello | Saeco                     | 18h06'55" |
| 2    | Sergio Barbero    | Mercatone Uno             | s.t.      |
| 3    | Glenn Magnusson   | Amore & Vita-Forzarcore   | a 3"      |
| 4    | Biagio Conte      | Scrigno-Gaerne            | a 6"      |
| 5    | Markus Zberg      | Mercatone Uno             | a 8"      |
| 6    | Emmanuel Magnien  | Festina                   | s.t.      |
| 7    | Claudio Camin     | Brescialat-Oyster         | a 9"      |
| 8    | Stéphane Barthe   | Casino-C'est votre Equipe | s.t.      |
| 9    | Andrei Tchmil     | Lotto-Mobistar-Isoglass   | s.t.      |
| 10   | Ivan Quaranta     | Team Polti                | s.t.      |